# Langsee (Mecklenburg)
Der Langsee ist ein See im Stadtgebiet Krakow am See im Landkreis Rostock in Mecklenburg-Vorpommern. Das wenig gegliederte Gewässer befindet sich südwestlich von Krakow am See, nördlich der Ortschaft Neu Sammit. Der See ist 2080 Meter lang und etwa 500 Meter breit. Das Seeufer ist fast vollständig bewaldet und im nördlichen Teil sumpfig. Der See liegt im Nordteil des Naturparkes Nossentiner/Schwinzer Heide.